# Corvo

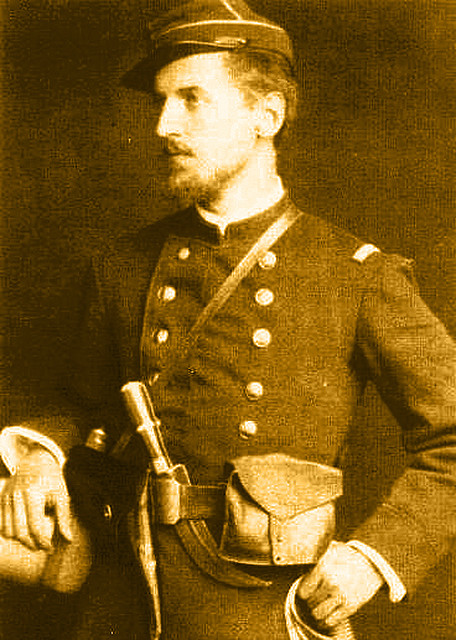
Subteniente José Luis Herrera Gandarillas con un cuchillo corvo en el cinto (Antofagasta,)

El corvo es un cuchillo que aparece recurrentemente en la historia, la  literatura y  el folclore de Chile.

## Historia
El corvo no tiene un origen definido, por lo que no se sabe quién lo creó o con base en qué cuchillo o herramienta fue creado. Una teoría señala al cuchillo de marras, usado en las vendimias de la península ibérica como herramienta agrícola, como el antecesor del corvo; sin embargo, se trata de una navaja de tamaño reducido, mientras que el corvo es un cuchillo grande de hoja enteriza. Otra teoría señala al alfanje usado por los soldados españoles durante los períodos del Descubrimiento y Conquista, aunque no explica cómo pudo una espada derivar en un cuchillo. Iván Aróstica Maldonado afirma que el corvo está basado en una herramienta agrícola de madera usada por las poblaciones indígenas de la zona norte; a favor de esta teoría se puede señalar que el uso y la popularización de los corvos se inició con los mineros y pirquineros de la zona norte de Chile.
Dada la economía basada en la ganadería en el Chile colonial (siglo del sebo), evolucionó su uso y su masificación por el «roto» (gañán, huaso o trabajador ganadero) quien además lo usaba como arma de defensa. No obstante, no se encuentran rastros de esta arma como tal en otros lugares de América. 
Uno de los primeros registros sobre el corvo data de 1634, cuando se hizo una prohibición para que ningún indio, negro, mestizo y plebe o vulgo en general usara un cuchillo alfanje o catán de forma curvada usado por los indígenas durante el gobierno de Jáuregui.
En Chile, el corvo ya era conocido en las pampas y en las zonas agrícolas antes de la Guerra por la Independencia (1810), cuando era usado para cortar cueros, ramas y sogas, y también para escarbar la tierra en busca de vetas de salitre y minerales. También existen múltiples referencias a su uso como arma en duelos y grescas durante la Colonia y, posteriormente, durante la República, según Oreste Plath en su ensayo El lenguaje de los cuchillos. Además, es muy comentado en los cuentos de las zonas rurales, en especial en aquellos de bandidos, cuatreros y rotos en general.
Como arma de combate, el corvo aparece en la Guerra contra la Confederación Perú-Boliviana (1836-1839), donde fue llevado al frente de forma irregular sin formar parte de las armas reglamentarias, como lo demuestran sus diferentes formas, materiales y tamaños y la no inclusión en los uniformes oficiales. Los campesinos reclutados lo llevaron como cuchillo de utilidad y de autodefensa, encontrándose aún reliquias en museos, hogares, en la pampa chilena y en la sierra peruana. 
Su valor como arma militar quedó afianzado en las campañas terrestres de la Guerra del Pacífico (1879-1884), en particular en el Asalto y toma del Morro de Arica el 7 de junio de 1880. Francisco Antonio Machuca y Marín, en Las cuatro campañas de la Guerra del Pacífico (1928), narra: 

Las tropas montadas labran con él estacas para atar el ganado. Los infantes cortan fajina para sus chozas y leña para el rancho; con él se abren las latas de conserva, se desuella un cordero, y en los entreveros, presta inapreciables servicios como arma corta y silenciosa. Nuestro soldado no va con equipo completo si carece de él. Su uso —sugería— debiera ser reglamentario y obligatorio.
Las cuatro campañas de la Guerra del Pacífico, vol. 2, p. 32.

Según cuentan leyendas, para volverse más agresivos, fuertes y resistentes, los soldados chilenos solían beber un brebaje conocido  como chupilca del diablo, sobre todo cuando asaltaban una posición enemiga con sus corvos.
Según el folclorista chileno Oreste Plath, los corvos se clasifican en tres categorías:
- el «corvo de lujo», hecho de forma cuidadosa, con un mango hecho de varios anillos de bronce, hueso, madera o piedras,
- el «corvo popular», hecho de cualquier material, como herramientas, y
- el «corvo historiado», que lleva incrustados en su hoja círculos de metal blanquecino o grabados con «Árboles de la muerte» (muescas grabadas en la hoja con la forma de árbol, cada muesca simboliza una víctima asesinada con el corvo), «Ojos del ángel» (una franja de ónix sobre un fondo de hueso en la empuñadura), «Cruces de Salomón», «Motivos de fuga».[3]

El corvo fue incluido como parte del armamento del Arma de Infantería del Ejército de Chile en 1963. En 1974, esta arma fue estudiada por el Ejército de Chile, como parte de los preparativos ante la posibilidad de guerra con Argentina por el entonces teniente Carlos Azagra por encargo del capitán José A. Quinteros, quien desarrolló un sistema de combate especialmente para esta arma. Con este propósito, entrevistó a los principales corveros de Chile, muchos de ellos cumpliendo condena en cárceles, incluyendo a uno que había ultimado a siete personas con esta arma en una riña, con el propósito de entender el uso popular como arma de combate cuerpo a cuerpo y diseñar el arma institucional, seleccionando un modelo capaz de cortar limpiamente un grueso clavo de acero, según se cuenta popularmente.
Durante la dictadura militar de Augusto Pinochet, en muchos casos se hirió mortalmente a prisioneros políticos con corvos antes de ser fusilados, especialmente durante la caravana de la muerte.
Chile llevó a la frontera con Argentina, por primera vez oficialmente, su corvo, fabricado por FAMAE (Fábrica y Maestranzas del Ejército) en 1978. Actualmente, en el Ejército de Chile el empleo del corvo se mantiene en forma de instrucción básica de combate para la rama de Infantería y en las escuelas de Fuerzas Especiales de las tres ramas de las Fuerzas Armadas chilenas. También se mantiene para uso conmemorativo y desfiles. Existen colecciones de corvos en algunos museos militares y de historia chilenos, como el Museo Histórico y Militar de Chile, el Museo de la Guerra del Pacífico, el Museo de Antofagasta y el Museo Histórico y de Armas de Arica.

## Descripción
Hoja: presenta forma curva, la que le da su denominación, fabricada en acero procedente de hoces, discos de arado, limas, etc. El acero es oxidable siempre con un contenido de carbono relativamente alto, ya que puede afilarse mucho más que la aleación inoxidable, por lo que debería protegerse contra la herrumbre con aceite mineral. La hoja de unos 3-5 mm de grosor termina en punta, la que puede estar entre 10°-90° medidos tomando como referencia el eje longitudinal del arma. La hoja es introtorsa; es decir, el filo principal es el interno, pudiendo no estar presente uno externo. Este último puede ocupar una proporción variable del dorso. La hoja es enteriza, es decir, continúa como una espiga al interior de la empuñadura.
Empuñadura: posee una cazoleta en el extremo más cercano a la hoja de forma ovalada a rectangular, fabricada en acero o bronce. Esta cazoleta o gavilán protege los dedos contra el arma enemiga, existiendo algunos tan robustos que podrían haber detenido una bayoneta. La parte central de la empuñadura presenta bordes poligonales para mejorar el agarre; está hecha de madera, metal, cuerno, asta, hueso, lapislázuli, cuero, etc. Las piezas de la empuñadura  pueden estar dispuestas de dos maneras: como placas fijadas con remaches a los laterales de la hoja o como rodajas de material ensartadas en la espiga de la hoja y remachadas al final. También puede presentar dibujos para mejor el agarre o estar envuelta en cuero. El extremo del mango (pomo) tiene forma rectangular u ovalada y tiene como función librar la muñeca si es apresada por el enemigo. Existen corvos con pomos de bronce u otro material hechos para dar golpes de revés. También se encuentra, para afianzar el arma y evitar que esta se pierda, una lienza que se ata a la muñeca. 
El corvo es típicamente de fabricación artesanal, pudiendo ser forjado por un maestro o por su propio usuario. El corvo es fabricado con materiales de oportunidad,lo que se puede apreciar sobre todo en las empuñaduras. Esto permite determinar la procedencia de un arma y la de su constructor o dueño.
El corvo se lleva en la cintura, sobre el costado anterior izquierdo y con el filo hacia abajo-adelante o sobre el costado derecho con el filo hacia abajo-atrás sostenido por el cinturón o faja, pudiendo usar o no funda. Las fundas también se hallan de materiales diversos, siendo difícil el diseño y construcción por la forma de la hoja y su modo de uso y desenfunde. Además debe ser de un material inerte, ya que el cuero contribuye a la oxidación del metal. El plástico duro es el más usado en los corvos militares.

## Tipos de corvos
La forma de la hoja es lo que define al corvo y le confiere su carácter particular. Su filo interior lo distingue claramente de las armas de origen asiático, ya que éstas poseen el filo en su cara externa, al igual que ciertas imitaciones extranjeras. 
Los corvos miden hasta unos treinta centímetros de longitud, correspondiendo de manera aproximada doce a la empuñadura y dieciocho a la hoja (más unos cuatro centímetros que corresponden a la curvatura), con cuatro a cinco centímetros de ancho. Actualmente se pueden distinguir cuatro tipos de Corvos: 
- Corvo atacameño o corvo pico de cóndor: tiene una curvatura inferior a 45 grados, fue el corvo más popular en la zona norte de Chile y usado por los soldados que lucharon en la Guerra del Pacífico.
- Corvo atacameño militar o corvo pico de cóndor militar: es robusto (alrededor de quinientos gramos) y tiene una curvatura inferior a 45 grados. Este cuchillo es usado por la infantería en general, y es  capaz de dar estocadas frontales.
- Corvo comando, corvo pico de choroy militar o corvo pico de loro militar: tiene una curvatura de 90 grados y es principalmente usado por los comandos, quienes deben utilizar golpes laterales o descendentes como un hacha.
- Corvo garra de puma o corvo uña de león: es más pequeño que el corvo atacameño y la curvatura de su hoja es ligeramente más pronunciada; este corvo fue muy popular entre los mineros y pirquineros de la zona norte de Chile.

El corvo concentra su peso y momentum en la punta o el filo, dependiendo de la ubicación del blanco. La forma del cuchillo permite mecánicamente multiplicar la fuerza del atacante y provocar heridas graves o mutilaciones fácilmente. El corvo siempre tiene una punta muy aguda y un filo extremadamente fino, por lo que debe ser afilado con cierta regularidad.

## Esgrima de corvo
El corvo es un arma poco convencional y para su correcto (y efectivo) uso se debe estar familiarizado con él, con su peso, sus partes, tacto y balance. El corvo no requiere una gran fuerza, destreza, flexibilidad o agilidad para ser usado con efectividad. Lo verdaderamente importante es la solidez de la muñeca, juzgar bien la medida y saber aprovechar la oportunidad. El corvo se toma como un martillo, con la punta mirando directamente a los pies del enemigo y manteniendo la mano a la altura de la cadera. La mano desarmada se mantiene cercana al cuerpo para contrapesar o se usa para fintear, forzando al enemigo a exponerse. 
El Ejército de Chile instruye a la totalidad de su contingente sobre el manejo y empleo del corvo mediante instructores de Combate Especial (sistema chileno de lucha cuerpo a cuerpo).
La forma del corvo permite usarlo de diferentes formas:
- Cachazo: se usa a corta distancia, pegando con el pomo en línea horizontal hacia afuera o vertical hacia arriba.
- Picotazo: el Pico del Cóndor se clava de forma perpendicular al cuerpo y al extender el brazo por completo, hacia dentro se hunde formando una herida curva hacia abajo, lo que permite perforar la cavidad torácica, los ojos o el cuello.
- Revés: se usa la cara exterior de la hoja, va hacia cualquier blanco y se aplica cuando el cuchillo vuelve de un tajo para aprovechar el movimiento, atacando siempre, aún al retroceder. Preferentemente se ataca al rostro para preparar el golpe de muerte.
- Tajo: se da con la cara interior de la hoja. Dentro de la distancia de ataque el corvo corta limpiamente, pasando de un lado a otro del cuerpo. Este golpe se aplica en la panza, ingle, cara, cuello, interior del codo y muñeca.
- Zarpazo: la Garra del Puma se clava de forma perpendicular y de arriba abajo al objetivo aprovechando el peso del arma y del brazo, desgarrando al continuar su trayectoria y atrapando al enemigo al tomar contacto con hueso. De esta forma se golpea a la cabeza, hombros y esternón.

La pelea con corvo es brutal y artera; la actitud mental es lo primero y sólo debe buscarse el golpe que da fin inmediato a la contienda, ya que el corvo no tiene aptitud para la defensa, por su peso es lento para bloquear y su forma no permite cubrir un ataque y se reduce en cerca de una pulgada su alcance máximo.
El corvo, una vez que se lanza el primer golpe, no puede detenerse, debiendo emplearse con la máxima violencia y agresividad. Por esto, el primer golpe debe ir a un objetivo vital e incapacitante y no perderse en atacar las extremidades del enemigo. Quien esgrime un corvo debe esquivar de forma instintiva y sólo al tener a la vista un blanco seguro, atacar. El ataque se realiza a fondo buscando las partes más sensibles y dando golpe tras golpe, rematando al enemigo múltiples veces. La violencia desatada evita, además, la intervención externa, ya que un tercero que intentara intervenir podría resultar malherido.

## Galería

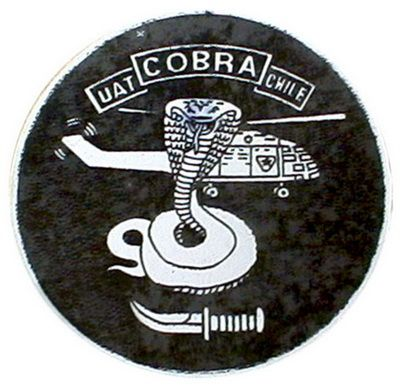
En la insignia de la Compañía de Comandos Cobra de la Brigada de Operaciones Especiales «Lautaro»
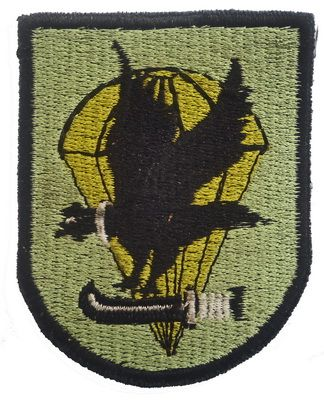
En la insignia del Batallón de Paracaidistas N.º 1 «Pelantaro» del Ejército de Chile
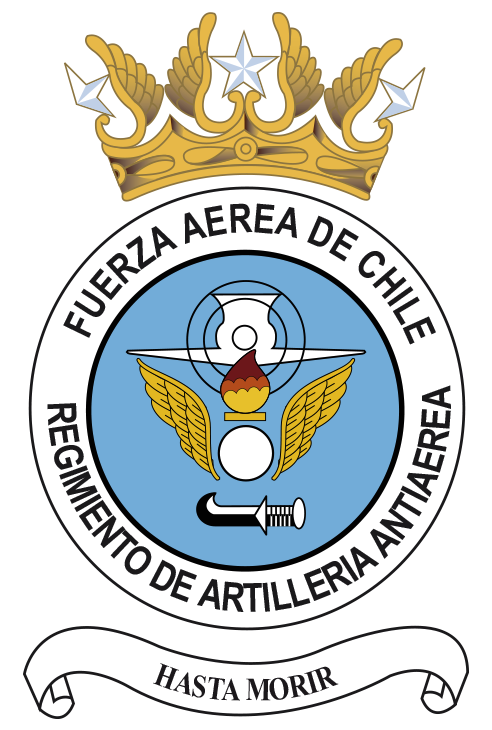
En la insignia del Regimiento de Artillería Antiaérea y Fuerzas Especiales de la Fuerza Aérea de Chile